# Deutsche Einband-Meisterschaft 1935

Veranstaltungsort: Berlin

Veranstaltungsort: Köln

Die Deutsche Einband-Meisterschaft 1935 war eine Billard-Turnierserie und fand am 4. und 5. November 1935 in Berlin und Köln und war die erste ihrer Art.

## Geschichte
Die erste Deutsche Meisterschaft im Einband fand an zwei Orten statt. In Berlin spielte eine Gruppe nur mit Berliner Spielern und in Köln spielten Teilnehmer aus dem Rest Deutschlands. In Berlin gab es nach dem Turnier eine normale Rangliste. In Köln absolvierte jeder Spieler vier Partien. Wer gegen wen spielte, ist nicht bekannt. Der Deutsche Meister wurde nur nach dem gespielten Durchschnitt ermittelt. Die Partiepunkte spielten dabei keine Rolle. Somit ist Willy Pesch der erste Deutsche Meister im Einband.

## Modus
Gespielt wurde bis 100 Punkte.
Die Endplatzierung ergab sich aus folgenden Kriterien:
1. Matchpunkte
2. Generaldurchschnitt (GD)
3. Bester Einzeldurchschnitt (BED)
4. Höchstserie (HS)

## Turnierverlauf
| MP    | Match Points (Sieger = 2; Unentschieden = 1; Verlierer = 0) |
| Pkte. | Erzielte Karambolagen                                       |
| Aufn. | Benötigte Versuche                                          |
| GD    | Generaldurchschnitt                                         |
| BED   | Bester Einzeldurchschnitt eines Spielers                    |
| HS    | Höchstserie                                                 |
|       | Bester GD des Turniers                                      |
|       | Bester ED des Turniers                                      |
|       | Beste HS des Turniers                                       |
|       | 1. Platz (Gold)                                             |
|       | 2. Platz (Silber)                                           |
|       | 3. Platz (Bronze)                                           |

| Platz                     | Name           | MP  | Pkte. | Aufn. | GD   | BED  | HS |
| ------------------------- | -------------- | --- | ----- | ----- | ---- | ---- | -- |
| 1                         | Walter Joachim | 8:0 | 400   | 137   | 2,91 | 3,57 | 23 |
| 2                         | Erich Stoewe   | 4:4 | 358   | 140   | 2,55 | 3,13 | 15 |
| 3                         | Werner Sorge   | 4:4 | 376   | 169   | 2,22 | 2,50 | 26 |
| 4                         | Walter Krüger  | 0:8 | 240   | 160   | 1,50 | –    | 14 |
| Gruppendurchschnitt: 2,27 |                |     |       |       |      |      |    |

| Platz                     | Name                | Pkte | Aufn. | GD   | BED  | HS |
| ------------------------- | ------------------- | ---- | ----- | ---- | ---- | -- |
| 1                         | Willy Pesch         | 384  | 126   | 3,04 | 3,57 | 20 |
| 2                         | Gerd Thielens       | 322  | 115   | 2,80 | 4,54 | 23 |
| 3                         | Walter Lütgehetmann | 390  | 141   | 2,76 | 3,33 | 21 |
| 4                         | Carl Foerster       | 374  | 153   | 2,44 | 2,77 | 14 |
| 5                         | Johannes Wölfel     | 346  | 145   | 2,38 | 3,33 | 17 |
| 6                         | Heinz Herkrath      | 306  | 142   | 2,15 | 2,77 | 13 |
| 7                         | Franz Hahn          | 192  | 120   | 1,60 | –    | 14 |
| Gruppendurchschnitt: 2,45 |                     |      |       |      |      |    |

## Abschlusstabelle
| MP    | Match Points (Sieger = 2; Unentschieden = 1; Verlierer = 0) |
| Pkte. | Erzielte Karambolagen                                       |
| Aufn. | Benötigte Versuche                                          |
| GD    | Generaldurchschnitt                                         |
| BED   | Bester Einzeldurchschnitt eines Spielers                    |
| HS    | Höchstserie                                                 |
|       | Bester GD des Turniers                                      |
|       | Bester ED des Turniers                                      |
|       | Beste HS des Turniers                                       |
|       | 1. Platz (Gold)                                             |
|       | 2. Platz (Silber)                                           |
|       | 3. Platz (Bronze)                                           |

| Klassement                | Klassement                           | Klassement | Klassement | Klassement | Klassement | Klassement | Klassement |
| Platz                     | Name                                 | Pkte.      | Aufn.      | GD         | BED        | HS         |            |
| ------------------------- | ------------------------------------ | ---------- | ---------- | ---------- | ---------- | ---------- | ---------- |
| 1                         | Willy Pesch (Köln-Mülheim)           | 384        | 126        | 3,04       | 3,57       | 20         |            |
| 2                         | Walter Joachim (Berlin)              | 400        | 137        | 2,91       | 3,57       | 23         |            |
| 3                         | Gerd Thielens (Gelsenkirchen)        | 322        | 115        | 2,80       | 4,54       | 23         |            |
| 4                         | Walter Lütgehetmann (Frankfurt/Main) | 390        | 141        | 2,76       | 3,33       | 21         |            |
| 5                         | Erich Stoewe (Berlin)                | 358        | 140        | 2,55       | 3,13       | 15         |            |
| 6                         | Carl Foerster (Aachen)               | 374        | 153        | 2,44       | 2,77       | 14         |            |
| 7                         | Johannes Wölfel (Nürnberg)           | 346        | 145        | 2,38       | 3,33       | 17         |            |
| 8                         | Werner Sorge (Berlin)                | 376        | 169        | 2,22       | 2,50       | 26         |            |
| 9                         | Heinz Herkrath (Köln)                | 306        | 142        | 2,15       | 2,77       | 13         |            |
| 10                        | Franz Hahn (Düsseldorf)              | 192        | 120        | 1,60       | –          | 14         |            |
| 11                        | Walter Krüger (Berlin)               | 240        | 160        | 1,50       | –          | 14         |            |
| Turnierdurchschnitt: 2,38 |                                      |            |            |            |            |            |            |